# Тлмаче
Тлмаче (словац. Tlmače) — город и муниципалитет в районе Левице Нитранского края центральной Словакии. В Тлмачах проживает 4305 человек.
В исторических записях населённый пункт впервые упоминается в 1075 году как Talmach. Статус города присвоен в 1986 году. С 1986 по 1994 годы к нему присоединены деревни Malé Kozmálovce и Veľké Kozmálovce.
Город лежит на высоте 175 метров и занимает площадь в 4 642 км². Население — около 3,5 тыс. человек.
Национальный состав согласно переписи от 2001 года составлял:
- общая численность — 4305 жителей;
- 96,10 % — словаки;
- 1,42 % — венгры;
- 1,02 % — чехи;
- 0,53 % — цыгане.

Религиозный состав был:
- 72,45 % — римские католики;[2]
- 17,44 % — без религиозных предпочтений;
- 5,46 % — лютеране.[2]

В городе есть библиотека, кинотеатр, спортивный зал и футбольный стадион. Также здесь есть мототрек. В городе имеется аптечный пункт, врачи-хирурги и специализированный амбулаторный медцентр для лечения детей и подростков. Кроме того, присутствует целый ряд супермаркетов общего и продуктового направления, и АЗС.
В Тлмаче есть свой офис загса и полиции. Имеется сообщение по железной дороге.

## Население
| Год:                | 1994 | 2004     | 2014     | 2024    |
| ------------------- | ---- | -------- | -------- | ------- |
| Количество человек: | 5440 | 4226     | 3712     | 3507    |
| Разница:            |      | −22,31 % | −12,16 % | −5,52 % |

## Культура и достопримечательности
Неподалёку от Тлмаче расположен романско-готический монастырь Гронски Бенядик.
Ежегодно в мае месяце организуется марафон под названием «Тлмаче 25» (четверть, или 25 % марафонской дистанции). Следующее событие должно называться полумарафон Тлмаче. Марафонцы, включая профессиональных легкоатлетов, принимают активное участие в этом мероприятии.
В городе есть свой футбольный клуб, называющийся «Спартак Тлмаче».
В июне ежегодно организуют театральный фестиваль, называемый TLMAČSKE ČINOHRANIE. Это трёхдневное мероприятие, в котором задействованы любительские театральные коллективы из разных городов Словакии.

## Галерея

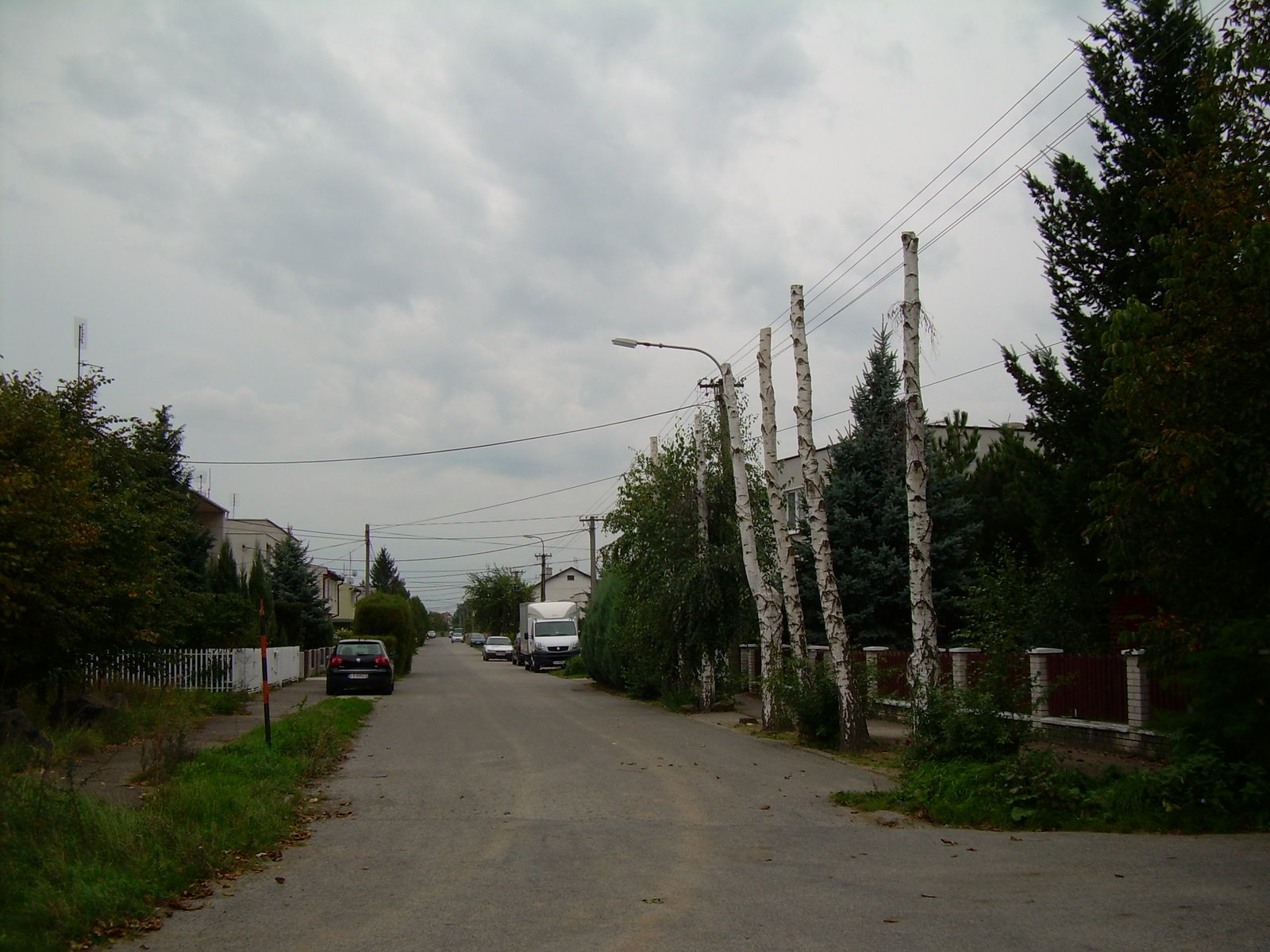
Вид на улицу Cintorinska, Тлмаче
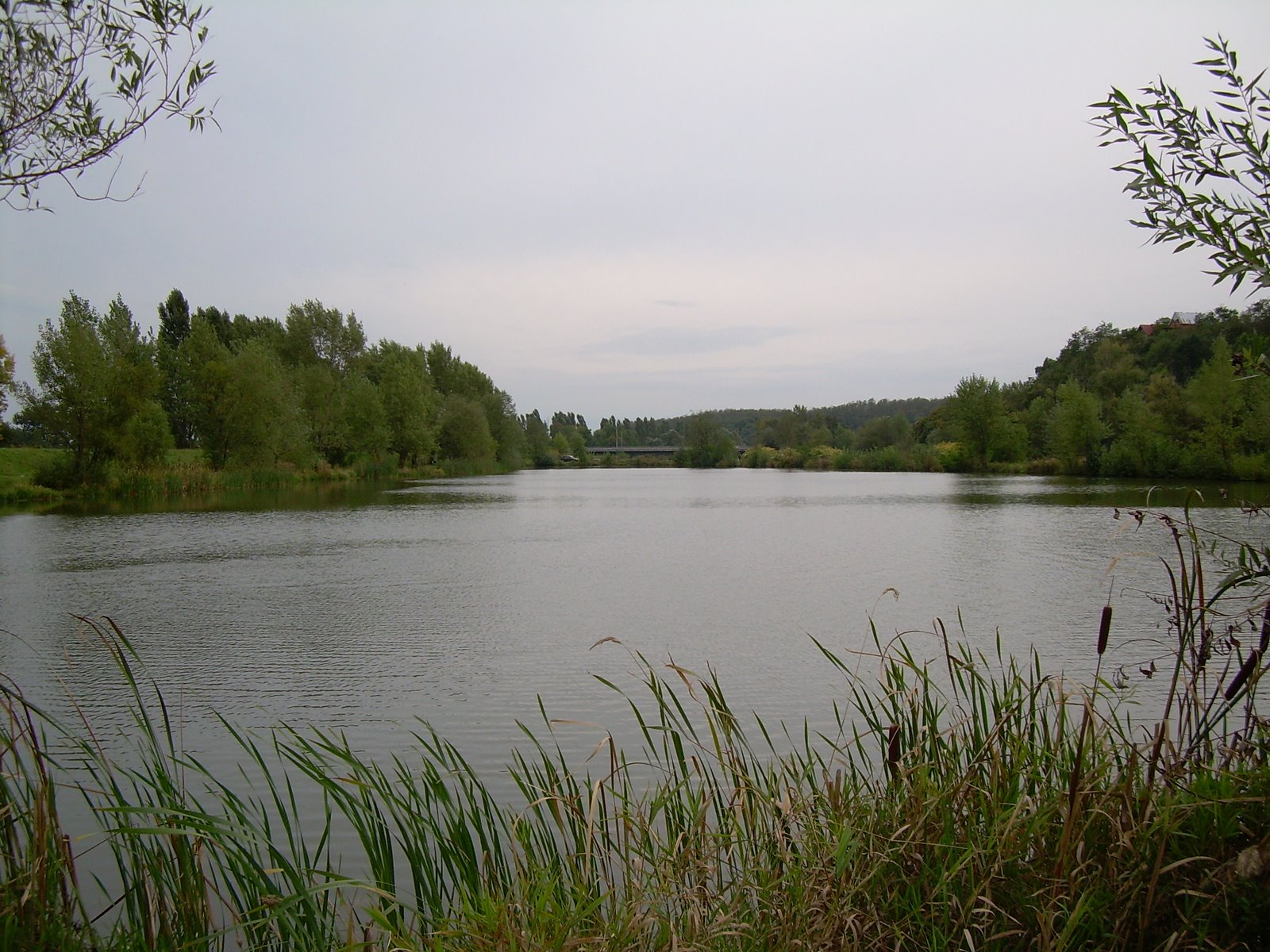
Озеро близ реки Hron, Тлмаче